# Myrtillocactus schenckii
Myrtillocactus schenckii ist eine Pflanzenart in der Gattung Myrtillocactus aus der Familie der Kakteengewächse (Cactaceae). Das Artepitheton schenckii ehrt den deutschen Botaniker Heinrich Schenck. Spanische Trivialnamen sind „Garambullo“ und „Vichishovo“.

## Beschreibung
Myrtillocactus schenckii wächst mit verzweigten Trieben, erreicht Wuchshöhen von 4 bis 5 Metern und bildet einen kurzen Stamm aus. Die dunkelgrünen, aufsteigenden Triebe weisen Durchmesser von bis 10 Zentimetern auf. Es sind 7 bis 8 breite Rippen vorhanden. Der einzelne, schwarze Mitteldorn ist bis 5 Zentimeter lang. Die 6 bis 8 Randdornen sind schwärzlich, gebogen und 5 bis 12 Millimeter lang.
Die weißlichen Blüten weisen Durchmesser von bis 4 Zentimetern auf. Die kugelförmigen, roten Früchte erreichen Durchmesser von bis 1,5 Zentimetern und sind mit kleinen Dornen besetzt.

## Verbreitung, Systematik und Gefährdung
Myrtillocactus schenckii ist in den mexikanischen Bundesstaaten Puebla und Oaxaca verbreitet.
Die Erstbeschreibung als Cereus schenckii wurde 1909 durch Joseph Anton Purpus veröffentlicht. Nathaniel Lord Britton und Joseph Nelson Rose stellten die Art im gleichen Jahr in die Gattung Myrtillocactus.
In der Roten Liste gefährdeter Arten der IUCN wird die Art als „Least Concern (LC)“, d. h. als nicht gefährdet geführt.

## Nachweise

## Weiterführende Literatur
- Fernando Ortíz, Kathryn E. Stoner, Edgar Pérez-Negrón and Alejandro Casas: Pollination biology of Myrtillocactus schenckii (Cactaceae) in wild and managed populations of the Tehuacán Valley, México. In: Journal of Arid Environments. Band 74, Nummer 8, 2010, S. 897–904, doi:10.1016/j.jaridenv.2010.01.009.